# Olympia Hengelo
La Handbalvereniging Olympia Hengelo è una squadra di pallamano maschile olandese con sede a Hengelo.

## Palmarès

### Trofei nazionali
- Campionato dei Paesi Bassi di pallamano maschile: 3
  - 1955-56, 1956-57, 1957-58.